# Antispila freemani
Antispila freemani is een vlinder uit de familie van de Heliozelidae. De wetenschappelijke naam van de soort is voor het eerst geldig gepubliceerd in 1973 door Lafontaine.